# 常紀
常纪（？—1771年），字铭勋，号铭廷，又号理斋，奉天府承德人。清朝官員。
其先世居山西，明朝徒往辽东。常纪为乾隆九年（1744年）举人，乾隆二十二年（1757年）进士。选四川西充知县，迁崇庆州知州。乾隆三十六年（1771年），金川藩部联合降蛮叛乱，常纪提刀迎击，伤十余处而身死。著有《爱吟草》、《爱吟前草》。事入《清史稿》之忠义传。